# Cassytha melantha
Cassytha melantha är en lagerväxtart som beskrevs av Robert Brown. Cassytha melantha ingår i släktet Cassytha och familjen lagerväxter. Inga underarter finns listade i Catalogue of Life.